# 天外魔境真傳
《天外魔境 真傳》是MVS用的街機遊戲。
1995年7月28日，作為NEOGEO用軟體、在同年12月8日中，和NEOGEO CD版一起由Hudson發售。

## 概要
為以天外魔境系列的主角為中心而登場格鬥遊戲。也是NEOGEO發售以來，唯一天外魔境系列的軟體。另外，本作故事則成為火之一族互相比賽劍術的內容。

## 登場人物

### 可操作角色
戰國卍丸（Manjimaru Sengoku，声：伊倉一壽〈現・伊倉一惠〉）
《天外魔境II 卍MARU》（以下、天外2）的主角。
歌舞伎團十郎（Kabuki-Danjuro，声：山口勝平）
天外2的同伴角色之一。
大蛇丸（Orochimaru，声：鹽澤兼人）
《天外魔境 ZIRIA》（以下、天外1）的同伴角色之一。
極樂太郎（Taro Gokuraku，声：赤星昇一郎）
天外2的同伴角色之一。
綱手（Tsunade，声：江森浩子）
天外1的同伴角色之一。
絹（Kinu，声：井上杏美）
天外2的同伴角色之一。
白
天外2中，會加入隊伍的非玩家角色。本作中，成為絹的輔助角色。
八雲（Yagumo，声：折笠愛）
本作原創角色。於《天外魔境 風雲歌舞伎傳》登場的阿國的妹妹。
自來也（Ziria，声：岩田光央）
天外1的主角。

### 魔王角色
曼多A（Manto Ace，声：千葉繁）
※NEOGEOCD版的對戰模式中、輸入隱藏指令就能使用
在天外魔境系列中一直都有登場的敵方角色。
機關兵（Karakuri Soldier）
※NEOGEOCD版的對戰模式中、輸入隱藏指令就能使用
天外1登場的敵方角色。
邪神齋（Jyashinsai，声：加藤精三）
※CPU專用角色
天外1的魔王角色。
路西法（Lucifeller，声：加藤精三）
※CPU專用角色
最終頭目，是邪神齋變身後的樣子。

## 関連商品

### 攻略本
《遊戲大師雜誌 天外魔境 真傳》
1995年9月28日發售、新聲社

### CD
《天外魔境 真傳》
1995年11月17日發售、波麗佳音
本作的原聲帶。遊戲中的聲音和效果音也有收錄。

## 外部連結
- 天外魔境官網